# Новолеушківська
46°00′00″ пн. ш. 39°59′00″ сх. д. / 46° пн. ш. 39.983333333333° сх. д.
Новолеушківська — станиця в Павлівському районі Краснодарського краю. Адміністративний центр Новолеушківського сільського поселення.
Населення — 5998 осіб (2021), друге місце у районі.

## Географія
Станиця розташована на берегах річки Тихонька (притока Челбаса), за 19 км на південний схід від районного центру — станиці Павловської.
Залізнична станція Леушківська на гілці Тихорєцьк — Батайськ.

## Історія
Станиця Новолеушківська з'явилася в 1821 р. як відселок Леушківського куреня, який отримав назву Новотихеньське селище. Спочатку це було невелике селище, але 1824 році туди перебралися перші малоросійські переселенці. Найпершою прибула партія переселенців із Кролевецького повіту під керівництвом Степана Макаренка. В архівних справах збереглися списки першопереселенців.
«Відкритий лист, виданий Малоросійським губернатором старійшині козаку Степану Макаренку на виведення з Кролевецького повіту козаків на поселення в Чорноморію, згідно з прикладеним списком 70 душ чоловічої статі та 54 жіночої», виданий 26 вересня 1823 року. До документа додано "маршрут для прямування до Чорноморії козаків, що переселяються з повіту Кролевецького: м. Путивль, м. Суми, м. Ахтирка, Краснокутськ, м. Валки, Марефа, а звідси, щоб не займати селище військового поселення ув'язнених, слідувати нижчезначним трактом Таранівка 25 [верст], Верхоберська 17, Олексіївка 10, Михайлівка 15, Петрівське 25, Верьовкіна 1, Співалівка 15, Заводдя 3, м. Ізем 15, звідси ж Елаговське місцеве начальство знаками доріг на м. Азов до Катеринодара «Кирпільське та Малий Кунур». Місцем первинного збору переселенців було селище Кущівське, звідки їх розподіляли за іншими селищами.
Перші мешканці, що переселилися в селище Новотихеньське, були з села РадичеваПокошицької волості Кролевецького повіту Малоросійської губернії. «Разом по всій відомості душ всього 129 душ». У документах також зазначено кількість худоби, що прибула з переселенцями (ДАКК, ф. 345, оп.1, буд. 158).
Слідом за цією партією переселенців прибула і друга з Івотської волості Новгород-Сіверського повіту Чернігівської губернії. Загалом у цій партії було 72 особи.
У 1827 року рішенням військового уряду селище Новотихеньское було перейменовано на селище Новолеушківське (там-таки, буд. 536, арк. л. 1 — 3), Леушківське селище стало називатися Старолеушківським, з 1842 року всі селища стали станицями. У період третього масового переселення жителів з Малоросії у 1848 році станиця Новолеушківська була «посилена новими переселенцями» у кількості 225 родин, Дніпровськими козаками (отаманом Леушком). Станиця входила до Єйського відділу Кубанської області. У 1849 році в станиці Новолеушківській було 245 дворів і проживали 2281 осіб, в 1861 році вже було 350 дворів і 2406 осіб, а в 1900 році — дворів 1084, жителів 7670 осіб (військово-статистичний огляд. Тифліс, 1900).
У Леушківському курені була церква Вознесіння. При ній священик Олексій Волинський. У Новолеушківській спочатку була Олексіївська Церква. У 1892 році отець Григорій Нікольський отримав призначення в Олексіївський храм Станиці Новолеушківської. Усвідомлюючи важливість освіти козацьких дітей, він з перших днів служби в Станиці доклав усіх зусиль для підтримки роботи чоловічої та жіночої церковно-парафіяльних шкіл. На початку 1910-х років отець Григорій виступив з ініціативою будівництва просторого кам'яного храму в Станиці Новолеушківській, закладка якого відбулася в свято Різдва Пресвятої Богородиці 8 вересня 1912 року. Через два роки будівництво було завершено, і Трипрестольний храм урочисто освятили на честь Казанської ікони Божої Матері, Преподобного Сергія Радонезького і Серафима Саровського. Храм був підірваний і зруйнований в 1936 році.http://rpc-hram-stanica.cerkov.ru/o-xrame/ Архивная копия від 23 лютого 2022 на Wayback Machine 27 Червня (10 липня) 1918 року у Вознесенському соборі обителі, де звершував Божественну літургію священномученик Григорій, увірвалися місцеві революційні солдати, які стали бити священика прикладами гвинтівок і чобітьми. Зазнаючи важкі муки, він, як істинний християнин, не переставав молитися за своїх мучителів, пам'ятаючи заповідь Спасителя: «Благословляйте тих, хто вас проклинає, і моліться за тих, хто вас ображає» (Лк. 6:28). Лише тільки він намагався підняти руку, щоб осінити себе хресним знаменням, як тут же йому навмисно наносили по ній удар. «Ми тебе залучимо», — закричали солдати і вистрілили йому з револьвера в рот. Місце поховання священномученика Григорія залишається невідомим. На засіданні Священного Синоду Московської православної церкви 4 квітня 2019 року ім'я священномученика Григорія було включено до складу Собору новомучеників і сповідників Церкви Московської з встановленням особливого дня пам'яті 10 липня.
У 1917 році у дачі станиці (з хуторами Катерининський, Дайкіна, Латиський, Медведівський та Погуляєвський) проживали 10 982 особи. А в 1925 році в станиці Новолеушківського Тихорецького району налічувалося 1 678 дворів, 1 360 колодязів та 9 508 жителів (список населених місць Північно-Кавказького краю. Ростов, 1925).
У 1934 — 1953 роках Новолішківська була центром Новолеушківського району у складі Краснодарського краю.

## Населення
| Чисельність населення | 1890  | 1939  | 1959  | 1979  | 2002  | 2010  | 2021 |
| --------------------- | ----- | ----- | ----- | ----- | ----- | ----- | ---- |
| 5934                  | ↗7647 | ↘7409 | ↘7175 | ↘6766 | ↘6462 | ↘5998 |      |

## Відомі уродженці
- Ніконов Іван Іванович (1923—1982) — кавалер ордена Слави 3-х ступенів.
- Середа Костянтин Георгійович (1900—1966) — кавалер ордену Червоного прапора, Герой Радянського Союзу.
- Яковченко Іван Юхимович (1913—1979) — Герой Радянського Союзу.
- Горгуль Анатолій Сергійович (1938 р.н.) — народний артист РРФСР.